# Johannes Årsjö
Johannes Årsjö, född 21 juni 1985, är en svensk strongman-utövare. Årsjö är niofaldig vinnare av tävlingen Sveriges starkaste man (2009–2017) och är tillsammans med Magnus Samuelsson den som vunnit tävlingen flest gånger. Han har även kvalificerat sig för Världens starkaste man sju gånger (2008, 2009, 2012, 2013, 2014, 2015, och 2016). 2013 placerade han sig på åttonde plats i Världens starkaste man.

## Biografi
Johannes Årsjö föddes i Västervik i Småland. Fram till fyra års ålder bodde han med familjen i skogen två mil utanför Oskarshamn. När han var åtta år flyttade han med familjen till Vimmerby, där han bodde tills han var 16 år. Efter detta flyttade han med familjen till Norrköping. Årsjö höll i ungdomen på med flera idrotter såsom tennis, fotboll och ishockey.
Efter gymnasiestudierna genomförde Årsjö värnplikten vid Gotlands regemente (P 18) som granatkastarsoldat. Efter värnplikten arbetade han en tid på sin äldre brors däckfirma i Norrköping.
2005 blev Årsjö av sin äldre bror anmäld till tävlingen "Norrköpings starkaste man" där han, utan någon tidigare erfarenhet av strongman, slutade på tredje plats. Efter detta fick han blodad tand och bestämde sig för att satsa helhjärtat på strongmansporten.
2007 deltog Årsjö för första gången i tävlingen Sveriges starkaste man, där han slutade på femte plats. Året efter deltog han i flera internationella strongmantävlingar och kvalificerade sig bland annat för Världens starkaste man. 2009 vann han Sveriges starkaste man för första gången och har därefter vunnit nio raka segrar.

## Personliga rekord
- Bänkpress: 190 kg (raw)[2]
- Knäböj: 390 kg[2]
- Marklyft: 420 kg[3]

## Tävlingsresultat
| År   | Tävling                                                 | Placering               | Ref    |
| ---- | ------------------------------------------------------- | ----------------------- | ------ |
| 2005 | Norrköpings starkaste man                               | 3:e                     | [ 4 ]  |
| 2006 | Norrköpings starkaste man                               | 1:a                     | [ 4 ]  |
| 2007 | Sveriges starkaste man                                  | 5:a                     | [ 5 ]  |
| 2008 | Världens starkaste man                                  | utslagen i kvalomgången | [ 4 ]  |
| 2008 | Strongman Super Series: Viking Power Challenge          | 4:e                     | [ 4 ]  |
| 2009 | Giants Live: Mohegan Sun Grand Prix                     | 5:e                     | [ 6 ]  |
| 2009 | Giants Live: Viking Power Challenge                     | 7:e                     | [ 4 ]  |
| 2009 | Strongman Super Series: Bucharest Grand Prix            | 3:e                     | [ 7 ]  |
| 2009 | Sveriges starkaste man                                  | 1:a                     | [ 8 ]  |
| 2009 | Världens starkaste man                                  | utslagen i kvalomgången | [ 4 ]  |
| 2009 | Strongman Super Series: Venice Beach Grand Prix         | 8:e                     | [ 9 ]  |
| 2009 | Strongman Super Series: Sweden Grand Prix               | 7:e                     | [ 10 ] |
| 2010 | Strongman Champions League: Finland                     | 5:e                     | [ 11 ] |
| 2010 | Giants Live: Kiev                                       | 3:e                     | [ 12 ] |
| 2010 | Strongman Champions League: Bulgaria                    | 2:a                     | [ 11 ] |
| 2010 | Strongman Super Series: Viking Power Challenge          | 2:a                     | [ 13 ] |
| 2010 | Sveriges starkaste man                                  | 1:a                     | [ 14 ] |
| 2011 | Strongman Champions League: SCL Iceman Challenge II     | 2:a                     | [ 15 ] |
| 2011 | Strongman Champions League: Serbia                      | 2:a                     | [ 15 ] |
| 2011 | Strongman Champions League: South Africa                | 10:e                    | [ 15 ] |
| 2011 | Strongman Champions League: Holland                     | 4:e                     | [ 15 ] |
| 2011 | Sveriges starkaste man                                  | 1:a                     | [ 16 ] |
| 2012 | Svenska mästerskapen i klassisk styrkelyft, +120 kg     | 1:a                     | [ 17 ] |
| 2012 | Giants Live: Finland                                    | 2:a                     | [ 18 ] |
| 2012 | Nordic Strongman Championships                          | 1:a                     | [ 19 ] |
| 2012 | Sveriges starkaste man                                  | 1:a                     | [ 20 ] |
| 2012 | Strongman Champions League: Russia                      | 2:a                     | [ 21 ] |
| 2012 | Världens starkaste man                                  | 9:e                     | [ 22 ] |
| 2012 | Strongman Champions League: World Loglift Championships | 6:e                     | [ 23 ] |
| 2012 | Strongman Champions League: Lithuania                   | 7:e                     | [ 23 ] |
| 2013 | Strongman Champions League: Serbia                      | 9:e                     | [ 24 ] |
| 2013 | Strongman Champions League: Latvia                      | 5:e                     | [ 24 ] |
| 2013 | Giants Live: Nordic Championships                       | 1:a                     |        |
| 2013 | Sveriges starkaste man                                  | 1:a                     | [ 25 ] |
| 2013 | Världens starkaste man                                  | 8:e                     | [ 26 ] |
| 2014 | Sveriges starkaste man                                  | 1:a                     | !      |
| 2015 | Sveriges starkaste man                                  | 1:a                     | !      |
| 2016 | Sveriges starkaste man                                  | 1:a                     | !      |
| 2017 | Sveriges starkaste man                                  | 1:a                     | !      |